# Чајетина
Чајетина је градско насеље и седиште истоимене општине у Златиборском округу. Према попису из 2022. било је 3.735 становника.

## Географија
Чајетина је варош која се налази на северним обронцима планине Златибор у области Стари Влах, и седиште је општине Чајетина. Лоцирана је на око 850 m надморске висине окружена врховима попут Градине, Оманице, Чајетинског брда, Лађевца, Карауле и Палисада. Кроз Чајетину протиче планинска речица Балашица. Највиши врх општине Чајетина је 1.496 m (Торник), колико је висок највиши врх планине Златибор. Чајетина је планинска општина у коју долазе бројни туристи ради уживања у њеним природним лепотама.

## Историја
Име потиче од прасловенске речи чајати или чајити, што је некада на локалном говору значило чекати. Пошто су се плашили да зими појединачно путују преко Златибора, златиборске кириџије су се овде сачекивали враћајући се из Шумадије.
Први до данас пронађени документ који помиње Чајетину је из 1815. године. То је писмо Јована Мићића књазу Милошу којим га обавештава о пријему пореских књига. Чајетину 1826. године помиње и Јоаким Вујић у својој књизи „Путешествије по Сербији“. Он пише да је од Чиготе, преко Стрмца, кроз густу шуму, дошао у Мићићеву Чајетину, у којој је рујански сердар имао свој „двор“.
Када је постављен за рујанског кнеза, Јован Мићић је изабрао Чајетину за своје стално седиште и 1817. у њој је подигао конак са многим зградама. Око Мићићевог конака се касније развила варошица Чајетина.
Према предању, најстарија породица у Чајетини су Шишовићи, и Џамбићи који воде порекло од њих. Друге две најстарије породице су Спасенићи и Нинчићи. Сви остали су досељени из Рашке, Херцеговине, Босне, Црне Горе или других златиборских села.
Чајетина је имала велики значај. Она је била центар једне велике територије, а преко ње су ишле дипломатске везе Србије са Црном Гором. У то време је имала свега неколико кућа, али се, временом, све више изграђивала. Седиште среза је остало у Чајетини све до 1845. године, када су га Уставобранитељи преместили у Ужице. 1863. године, за време друге владавине Михаила Обреновића, седиште среза се враћа у Чајетину и исте године она добија водовод. Крајем XIX века, изграђене су и школа и Црква Светог Архангела Гаврила у Чајетини. Овде се налази ОШ „Димитрије Туцовић” Чајетина. Нова школска зграда је подигнута 1905. године. 1927. године изграђен је савремени пут Ужице-Краљева Вода, па је и Чајетина прикључена на њега.
Године 1930, општина је поднела молбу Министарству унутрашњих послова да се Чајетина прогласи за варошицу, и ова молба је усвојена новембра исте године, па је Србија добила једну од најмањих варошица.
Овде је живео Бранислав Раковић, носилац Карађорђеве звезде са мачевима. У Чајетини је 1876. године рођен Милош Поповић, оснивач извиђачког покрета у Србији давне 1911. године.
- Зграда општине у Чајетини

## Култура
Главне културне институције у Чајетини свакако јесу "Дом културе", Библиотека „Љубиша Р. Ђенић” и "Културно спортски центар Чајетина". Дом културе
житељима Чајетине и околине нуди богат позоришни програм и честе филмске пројекције у 2Д и 3Д приказу. Библиотека "Љубиша Р.Ђенић" поред велике
колекције књига (преко 40,000) поседује музејску збирку са преко 1,200 предмета разврстаних у историјску, етнографску, уметничку, нумизматичку и природњачку збирку као и спомен-збирку чувеног армијског ђенерала Крсте Смиљанића, родом из Љубиша. Главна културна манифестација у Чајетини је такозвани Летњи улични ерски кабаре који је Одлуком националног комитета за нематеријално културно наслеђе Републике Србије од 2012. године увршћен у регистар нематеријалног културног наслеђа Републике Србије. Сваког августа од 2008. године до данас, на платоу испред библиотеке одржава се овај својеврстан фестивал ерског хумора, досетки, афоризама, песме и игре које на најбољи начин осликавају карактер и менталитет становника Златиборског округа.
Чајетина је чувена и по бројним завичајним песницима и писцима. У Чајетини је живео и стварао Михаило Ћуповић рођени Мокрогорац који је Златибору
посветио неке од својих најлепших песама. Основну школу у Чајетини је учио и Љубишанин Љубивоје Ршумовић. У Чајетини живе и раде између осталих
Мирјана Стакић, Мирјана Ранковић Луковић, Добросав Обрадовић, а пореклом Чајетинац је и чувени књижевни критичар Петар Арбутина.
Кроз културно уметничко друштво Златибор из Чајетине је у својој вишедеценијској историји прошло преко 1000 играча. Освајали су бројне награде како на домаћим фестивалима фолклорних ансамбала тако и у иностранству. Данас КУД Златибор поред прве поставе ради и са извођачким и припремним дечјим ансамблима и ветеранским ансамблом и поседује десеточлани народни оркестар. Од многобројних наступа у иностранству издвајају се турнеје Мађарска, Бугарска, Пољска, Белгија, Шпанија, Тунис, Аустрија, Чешка, Словенија, Француска, Грчка...

## Спорт
Колективни спорт у Чајетини има дугу и богату историју. Најстарији клуб је ФК Златибор, основан 1945. године који тренутно бележи највеће успехе у од оснивања. Тренутно се такмичи у Суперлиги Србије. Своје утакмице игра на стадиону "Швајцарија" на Златибору. Познати фудбалери који су поникли у ФК Златибору су Милован Рајевац, Дарко Брашанац, Богдан Планић... Кошаркашки клуб Златибор је у сезони 2016/17 остварио највећи успех чајетинског спорта пласиравши се у КЛС лигу, највиши ранг домаћег такмичења. Исте сезоне Златибор је освојио Куп Србије чиме се пласирао у четвртфинале Купа Радивоја Кораћа где је поражен од београдског Партизана. Освајањем четвртог места у лигашком делу, КК Златибор се нашао у Суперлиги у групи са Црвеном звездом, Мега Бемаксом и чачанским Борцем, да би у четвртфиналу Суперлиге стали пред екипом ФМП из Железника. Најпознатији кошаркаши из Чајетине су Милован Раковић, Душан Кутлешић, Лазар Јоксимовић... Част женског колективног спорта у Чајетини брани одбојкашки клуб Златибор, који се тренутно такмичи у трећем рангу такмичења. Највећи успех им је четвртфинале националног купа 2018. године. Чајетина је дом два планинарска клуба, ПК "Торник" и ПД "Александар Џавовић", стреличарског клуба "Златиборац", карате клуба "Рујно", клуба борилачких вештина "Шогун" и шаховског клуба "Златибор-Чигота". У Чајетини успешно ради и Фудбалски клуб "Чајетина" који бележи значајне успехе у раду са млађим селекцијама.

## Демографија
У насељу Чајетина живи 2.352 пунолетна становника, а просечна старост становништва износи 33,8 година (33,9 код мушкараца и 33,6 код жена). У насељу има 939 домаћинстава, а просечан број чланова по домаћинству је 3,37.
Ово насеље је великим делом насељено Србима (према попису из 2002. године), а у последња три пописа, примећен је пораст у броју становника.
|             | \| Демографија[1] \| Демографија[1] \| Демографија[1] \| \| Година \| Становника \| Становника \| \| -------------- \| -------------- \| -------------- \| \| 1948. \| 654 \| \| \| 1953. \| 763 \| \| \| 1961. \| 752 \| \| \| 1971. \| 1.199 \| \| \| 1981. \| 1.778 \| \| \| 1991. \| 2.588 \| 2.585 \| \| 2002. \| 3.162 \| 3.184 \| \| 2011. \| 3.336 \| \| \| 2022. \| 3.735 \| \| |            |
| Демографија | |            |
| Година      | Становника | Становника |
| 1948.       | 654 |            |
| 1953.       | 763 |            |
| 1961.       | 752 |            |
| 1971.       | 1.199 |            |
| 1981.       | 1.778 |            |
| 1991.       | 2.588 | 2.585      |
| 2002.       | 3.162 | 3.184      |
| 2011.       | 3.336 |            |
| 2022.       | 3.735 |            |

| Етнички састав према попису из 2002.‍ | Етнички састав према попису из 2002.‍ | Етнички састав према попису из 2002.‍ | Етнички састав према попису из 2002.‍ | Етнички састав према попису из 2002.‍ |
| ------------------------------------ | ------------------------------------ | ------------------------------------ | ------------------------------------ | ------------------------------------ |
|                                      |                                      |                                      |                                      |                                      |
| Срби                                 | Срби                                 |                                      | 3.102                                | 98,10%                               |
| Црногорци                            | Црногорци                            |                                      | 26                                   | 0,82%                                |
| Југословени                          | Југословени                          |                                      | 15                                   | 0,47%                                |
| Мађари                               | Мађари                               |                                      | 2                                    | 0,06%                                |
| Хрвати                               | Хрвати                               |                                      | 1                                    | 0,03%                                |
| непознато                            | непознато                            |                                      | 12                                   | 0,37%                                |

| Година пописа     | 1948. | 1953. | 1961. | 1971. | 1981. | 1991. | 2002. |
| ----------------- | ----- | ----- | ----- | ----- | ----- | ----- | ----- |
| Број домаћинстава | 179   | 202   | 216   | 369   | 537   | 763   | 939   |

| Број чланова      | 1  | 2   | 3   | 4   | 5  | 6  | 7  | 8 | 9 | 10 и више | Просек |
| ----------------- | -- | --- | --- | --- | -- | -- | -- | - | - | --------- | ------ |
| Број домаћинстава | 75 | 182 | 211 | 328 | 96 | 34 | 10 | 3 | 0 | 0         | 3,37   |

| Пол    | Укупно | Неожењен/Неудата | Ожењен/Удата | Удовац/Удовица | Разведен/Разведена | Непознато |
| ------ | ------ | ---------------- | ------------ | -------------- | ------------------ | --------- |
| Мушки  | 1.201  | 335              | 823          | 22             | 17                 | 4         |
| Женски | 1.305  | 297              | 842          | 108            | 56                 | 2         |
| УКУПНО | 2.506  | 632              | 1.665        | 130            | 73                 | 6         |

| Пол    | Укупно                    | Пољопривреда, лов и шумарство | Рибарство                            | Вађење руде и камена | Прерађивачка индустрија       |
| ------ | ------------------------- | ----------------------------- | ------------------------------------ | -------------------- | ----------------------------- |
| Мушки  | 646                       | 27                            | 0                                    | 9                    | 216                           |
| Женски | 609                       | 25                            | 0                                    | 1                    | 136                           |
| УКУПНО | 1.255                     | 52                            | 0                                    | 10                   | 352                           |
| Пол    | Производња и снабдевање   | Грађевинарство                | Трговина                             | Хотели и ресторани   | Саобраћај, складиштење и везе |
| Мушки  | 30                        | 26                            | 78                                   | 67                   | 25                            |
| Женски | 7                         | 15                            | 76                                   | 107                  | 5                             |
| УКУПНО | 37                        | 41                            | 154                                  | 174                  | 30                            |
| Пол    | Финансијско посредовање   | Некретнине                    | Државна управа и одбрана             | Образовање           | Здравствени и социјални рад   |
| Мушки  | 4                         | 5                             | 70                                   | 16                   | 36                            |
| Женски | 15                        | 7                             | 38                                   | 32                   | 127                           |
| УКУПНО | 19                        | 12                            | 108                                  | 48                   | 163                           |
| Пол    | Остале услужне активности | Приватна домаћинства          | Екстериторијалне организације и тела | Непознато            | Непознато                     |
| Мушки  | 19                        | 0                             | 0                                    | 18                   | 18                            |
| Женски | 13                        | 0                             | 0                                    | 5                    | 5                             |
| УКУПНО | 32                        | 0                             | 0                                    | 23                   | 23                            |

## Градови побратими
- Лефкими,  Грчка
- Назарје,  Словенија
- Херцег Нови,  Црна Гора
- Шамац,  Република Српска